# Transformers 2: Răzbunarea celor învinși
Transformers: Revenge of the Fallen (în română,Transformers 2: Răzbunarea celor învinși) este un film american științifico-fantastic de acțiune din 2009, regizat de Michael Bay și produs de Steven Spielberg. Este o continuare a filmului din 2007 Transformers - Războiul lor în lumea noastră.